# Laurier Espoir scientifique INRAE
Le laurier Espoir scientifique INRAE est une récompense décernée par l'INRAE.

## Historique
Depuis 2006,, à l'instar du CNRS avec la médaille de bronze, l'INRAE décerne le laurier Espoir scientifique à une jeune chercheuse ou un jeune chercheur ayant accompli des travaux remarquables,,,,,. 
L'INRAE ne récompense qu'une seul chercheur (exceptionnellement deux) de talent ayant déjà réalisé des découvertes majeures. Ainsi, parmi les lauréats du "Laurier Espoir scientifique INRAE", on compte de nombreux scientifiques ayant contribué à des publications dans les meilleurs journaux scientifiques du monde (Nature, Science, PNAS etc.) et obtenus de nombreux prix prestigieux tels que ceux délivrés par le "Conseil Européen de la Recherche" (ERC). Parmi les lauréats internationalement reconnus on compte par exemple le Dr Olivier Hamant, directeur de l'Institut Michel-Serres ainsi que le Dr Olivier Loudet et le Dr Olivier Berteau chercheurs à l'université Paris-Saclay.

## Lauréats
2006 - Stéphane De Cara
2007 - Emmanuelle Jousselin
2008 - Christelle Lopez
2009 - Olivier Loudet
2010 - Olivier Berteau
2011 - Anne-Célia Disdier
2012 - Olivier Hamant